# Église Saint-Point de Saint-Point-Lac
L’église Saint-Point de Saint-Point-Lac est une église située à Saint-Point-Lac dans le département français du Doubs.

## Histoire
Les premières traces de l'église remontent au XIIe siècle, lorsque l'église, alors chapelle, était un relais du monastère de Romainmôtier. La nef actuelle date de cette époque. L'église devient un vicariat de Pontarlier en 1454. En 1480, les chapelles latérales, toujours visibles, sont érigées. Un incendie ravage le chœur en 1504 et il est reconstruit entre 1504 et 1508,. En 1777, l'église est érigée en paroisse. Au XVIIIe siècle, une sacristie est construite et l'architecte Bisontin Pompée refaçonne la façade dans un style néo-classique. En 1930, l'édifice est fermé par des verrières d'Albert Gerrer, peintre-verrier à Mulhouse.
L'église Saint-Point fait l’objet d’une inscription au titre des monuments historiques depuis le 28 juillet 2004.

## Rattachement
L'église fait partie de la paroisse de Mouthe-Lac-Mont d'Or (Mouthe) qui est rattachée au diocèse de Besançon.

## Architecture
L'église placée à l'intérieur de l'enclos du cimetière, possède un clocher-porche surmonté d'un clocher et coiffé d'un dôme à impériale.
La nef, élément le plus ancien de l'édifice (fin XIIe siècle), est voûtée en plein cintre, délimitant trois travées, et repose sur deux arcs doubleaux, qui s'appuient sur d'épais murs percés de baies. Le chœur a été reconstruit au début du XVIe siècle après un incendie survenu en 1504. Il est surmonté de vitraux figuratifs (1930) qui représente la fuite en Égypte et Saint Point en prière.
Les chapelles latérales de 1480 et le chœur sont en croisées d'ogives reposant sur des culots, dont certains sont ornés.

## Mobilier
Le mobilier de l'église est hétérogène. Elle possède une statue de la vierge à l'enfant et une croix de procession du XVIe siècle, un Christ en croix et une statue de saint Point du XVIIe siècle, des pièces d'orfèvrerie du XIXe siècle, un reliquaire de 1864 et volé en 1982, et les verrières de 1930. Parmi ces éléments, seule la croix de procession, du XVIe siècle, en cuivre, et représentant le Christ, la vierge à l'enfant et les évangélistes, est classée à titre objet des monuments historiques depuis le 22 mars 1910.

## Art contemporain
Dans le cadre de l'édition 2021 de la biennale Art en Chapelles, l'artiste Sarkis a intégré au dallage de l'église des éléments dorés selon la méthode japonaise du Kintsugi ou réparation en or.